# Pieter van Alphen
Pieter van Alphen (Rotterdam, 1632 of 1633 - 1691) was een Nederlandse cartograaf. Hij werkte bij uitgeverij Vierige Colom in Rotterdam, waar hij in 1660 de Nieuwe zee-atlas of water-werelt uitgaf, een bundel van 12 zeekaarten waarin op het laatste blad ('Nieuwe Wassende Graade Paskaert van't Zuydelyckste deel van Asia') voor het eerst de nieuwe ontdekkingen van Abel Tasman waren opgenomen. Onderdeel van deze atlas was een wereldkaart uit van de hand van Jacob Aertsz. Colom, met wiens dochter hij tegen Colom's zin op 11 maart 1657 trouwde. Het gezin kreeg twee kinderen; Barber of Barbara (1658) en Cornelis (1661). In maart 1662 stierf zijn vrouw en in november hertrouwde hij in Kralingen met Catharina Karels Wijtmans. Ergens in 1691 stierf hij waarschijnlijk.
In de 'Nieuwe Wassende Graade Paskaert van't Zuydelyckste deel van Asia' werden de ontdekkingen van Tasman tijdens zijn tweede reis (1644) en Van Diemensland ingetekend. In de rest van de atlas (waaronder de wereldkaart op het eerste blad) zijn de ontdekkingen van Tasman echter niet weergegeven.